# 亨利·奥利弗·沃克
亨利·奥利弗·沃克（Henry Oliver Walker，1843年—1929年）是美国壁画装饰家和人物肖像画家。
他的作品包括了美国华盛顿特区國會圖書館的诗人壁画，以及一些公共建筑，如纽约的上诉法院、缅因州的鲍登学院、马萨诸塞州议会大厦、明尼苏达州议会大厦以及紐華克法院等的装饰图案。

## 生平
亨利·奥利弗·沃克于1843年5月14日在美国马萨诸塞州波士顿出生。1879年，他去了法国巴黎，在法國美術學院莱昂·博纳（Leon Bonnat）处学习。1882年他返回美国，在波士顿呆了几年后，搬到纽约，并在那里成立了一家工作室。1884年，沃克在波士顿艺术俱乐部上展出了两幅肖像画，又于1885年展出了另一幅。
1888年，根据托马斯·结露的建议，沃克在新罕布什尔州康沃尔新开了一家工作室。在康沃尔，他成了“康沃尔艺术群体”的一部分。这个群体的成员还有托马斯·结露、凯尼恩·考克斯等等。同年，他娶了纺织设计师与装饰艺术家劳拉·马昆德。1902年，沃克成为纽约國家設計學院的成员。1929年1月14日，亨利·奥利弗·沃克于马萨诸塞州贝尔蒙特去世。

## 部分作品

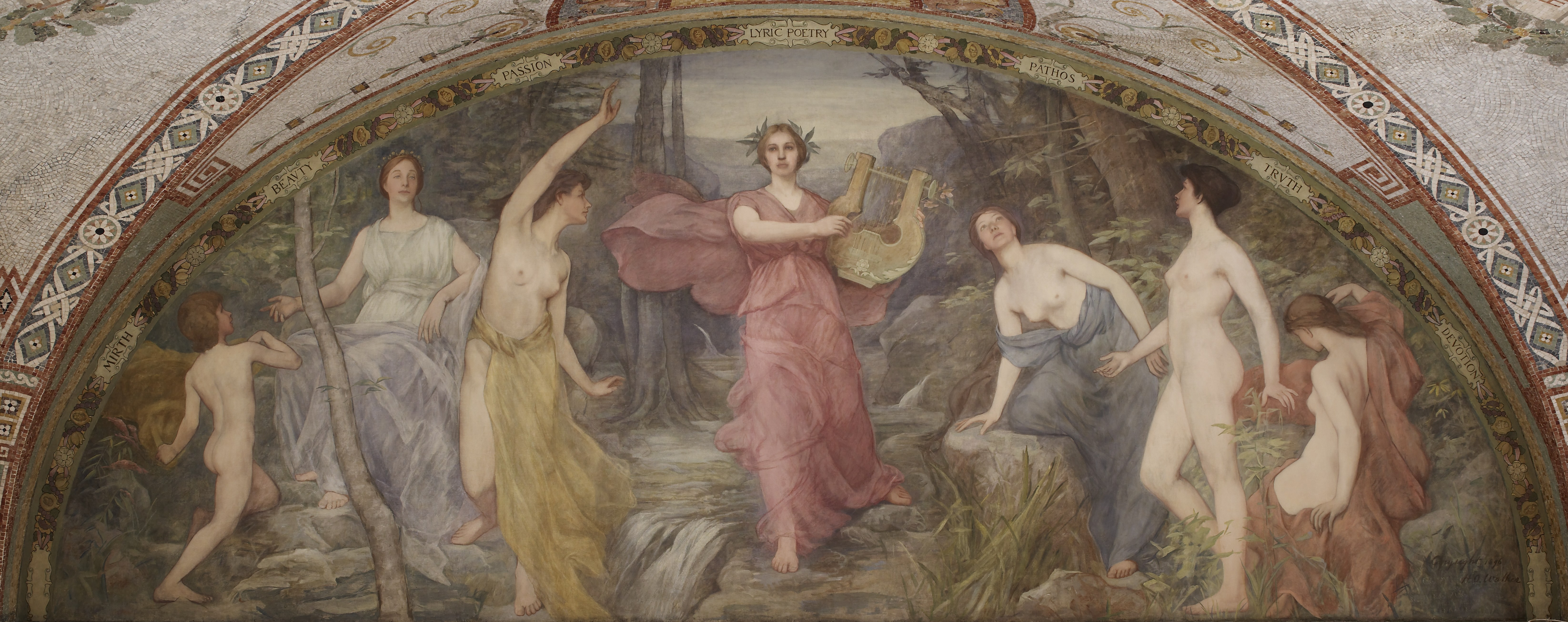
《抒情诗》 (1896)。现存于华盛顿特区國會圖書館
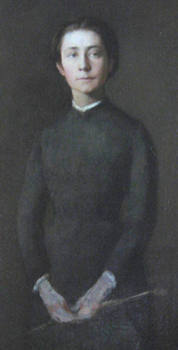
亨利·奥利弗·沃克未来的妻子劳拉·马昆德，画于1887年。